# جماعة المكان
جماعة المكان هم مجموعة من الافراد الرابط بينهما مكاني مثل مكان السكن أو العمل أو أي مكان يقضون به فترات ممتدة من حياتهم.

## أمثلة
- حي سكني
- قرية أو مدينة
- مقهى أو ملهى ليلي
- جامع أو كنيسة